# 상평초등학교 공수전분교
상평초등학교 공수전분교는 대한민국 강원특별자치도 양양군에 있는 초등학교다.

## 학교 연혁
- 1946.05.25 상평국민학교 공수전분교장 인가
- 1953.12.31 공수전국민학교 승격
- 1954.03.01 제1회 졸업식 거행(16명)
- 1989.03.01 상평국민학교 공수전분교로 격하
- 1996.03.01 상평초등학교 공수전분교로 개칭
- 2014.02.14 상평초등학교 제70회 졸업식